# Anlagenaufwandszahl
Die Anlagenaufwandszahl (Formelzeichen {\displaystyle e_{p}}) beschreibt das Verhältnis von Aufwand an Primärenergie zum erwünschten Nutzen (Energiebedarf) eines gesamten Anlagensystems zur Raumheizung, Be- und Entlüftung, sowie der Warmwasseraufheizung.
Die Anlagenaufwandzahl kennzeichnet die energetische Effizienz der gesamten Energieversorgungskette, von der Ressourcenentnahme aus der Natur bis zur Wärmeübergabe durch Heizkörper oder die anderen Wärmeübertrager. Je niedriger ihr Wert, desto effizienter arbeitet das System.
Sie wird mit der DIN 4701-10 erstmals erwähnt. Seit dem Inkrafttreten der EnEV 2012 kann auch die DIN V 18599 zur Ermittlung jeglicher gebäudespezifischen Nutzleistung herangezogen werden. Bei Wohngebäuden wie auch bei Nichtwohngebäuden, in denen elektrische Energie, z. B. durch Photovoltaik, erzeugt oder aktiv (z. B. mit Kältemaschinen) gekühlt wird, berücksichtigt diese Methode den Anteil kostenfreier und auch weniger Emissionen produzierender Energiewandlungsprozesse.
Die Anlagenaufwandszahl hängt ab von der Art der eingesetzten Brennstoffe, dem Einsatz regenerativer Energiequellen, den Verlusten der Wärmeerzeuger und Verteilung und den benötigten Hilfsenergie (Lüftung, Pumpen etc.). 

## Beispiel
Für Gebäude gleicher Bauart, Lage und Ausstattung wurden beispielsweise Anlagenaufwandszahlen von 1,5 ermittelt. Um den Energiebedarf für Heizung, Kühlung, Warmwasser zu produzieren, müssen zusätzlich 50 % der Primärenergie aufgewandt werden (nicht weil das Gebäude 50 % zu viel verbraucht, sondern um reale Anlagenverluste zu kompensieren)
Anlagenaufwandszahlen hängen von vielen Faktoren ab und sind daher zwischen verschiedenen Gebäuden nicht einfach vergleichbar. Prognosen und Berechnungen sind daher mit Unsicherheiten behaftet. Durch eine kleine Anlagenaufwandszahl können Energieverluste aufgrund eines geringen Dämmstandards primärenergetisch ausgeglichen werden.
In der DIN V 18599 (gültig seit Inkrafttreten der EnEV 2014) wurde die Berechnungsmethode zur Ermittlung objektbezogener Anlagenaufwandszahlen neu definiert. Diese Berechnungsmethode gilt für Nichtwohngebäude ebenso wie für Wohngebäude, wenn im oder am Gebäude Strom erzeugt wird.
Stärker gewichtet werden künftig Erträge aus Photovoltaik, Solarthermie und Wärmerückgewinnungstechnologien, sodass niedrigste Anlagenaufwandszahlen mit Einsatz entsprechender Anlagentechnik erreicht werden. Je nach Wärmedämmstandard und Größe der beheizten Fläche kann unter Zuhilfenahme von photoelektrischer Kollektoren nahezu 85 % elektrischer Energie im Laufe eines Jahres erzeugt werden als es elektrische Energie braucht, um benötige Wärme zu generieren.
Weniger stark gewichtet (und damit die Anlagenaufwandszahlen beeinflussend) wird der Einsatz von elektrischer Energie aus konventionellen Quellen, da der Anteil von elektrischem Strom aus Windkraft und Photovoltaik kontinuierlich steigt.